# Колумб, Валентин Христофорович
Валенти́н Христофо́рович Колу́мб (3 мая 1935, Мизинер, Моркинский район, Марийская АССР — 8 декабря 1974, Йошкар-Ола) — марийский поэт, писатель, переводчик, журналист. Первый лауреат премии Марийского комсомола им. Олыка Ипая в области литературы (1968).

## Биография
Родился в семье марийского колхозника Христофора Степановича Колумба. Свою необычную фамилию отец поэта (урождённый Декин) получил от сельского учителя, поклонника истории географических открытий. До Великой Отечественной войны отец работал бухгалтером в лесном хозяйстве, служащим Аринского крахмально-паточного завода, работал на высших должностях Моркинского кантона, ставший с начала войны солдатом-пехотинцем, без вести пропал на фронте.
Окончил местную школу, затем — Литературный институт им. А. М. Горького. По возвращении на родину работал секретарём райкома комсомола в родном районе.
В Йошкар-Оле стал редактором Гостелерадио МАССР.
С 15 по 20 мая в составе делегации писателей Марийской АССР был участником Недели марийской литературы и искусства в Татарской АССР.
В 1964—1968 годах был главным редактором Марийского книжного издательства. Затем работал в журнале «Ончыко» ответственным секретарём, а с 1972 года — главным редактором.

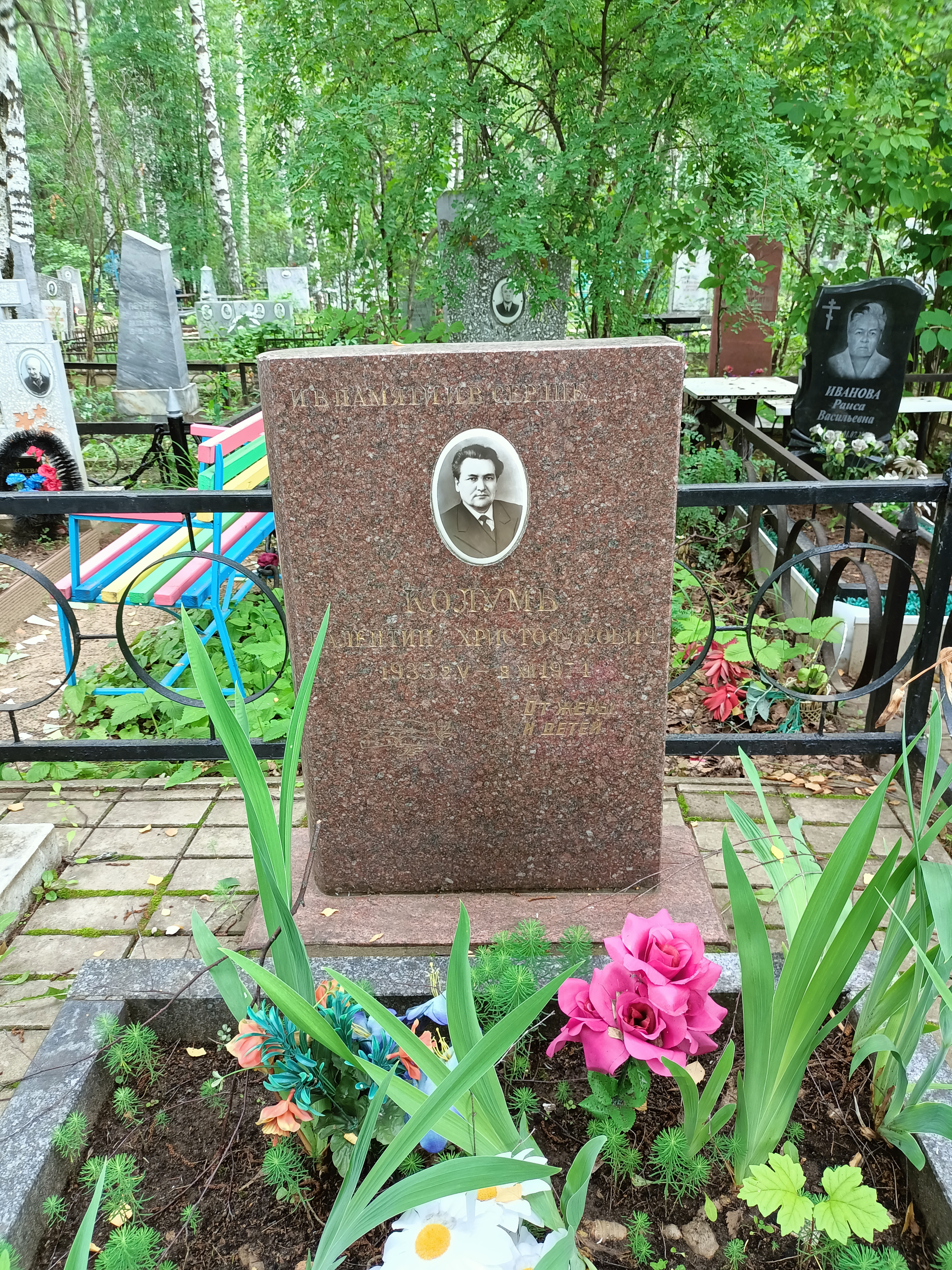
Могила Колумба Валентина Христофоровича на Туруновском кладбище Йошкар-Олы

Поэт скоропостижно скончался 8 декабря 1974 года из-за партийно-политической критики.

## Литературная деятельность
Член Союза писателей СССР с 1961 года.
Начал публиковаться с 1950 года. В годы учёбы в Литературном институте им. М. Горького проявил себя как перспективный поэт, выпустил сборник «Палыме лийына» («Будем знакомы»), получивший положительную оценку руководителя институтского семинара поэзии Л. Ошанина.
В. Колумб — поэт-новатор, писал басни, баллады, оды, автор поэмы «Чодыра, чодыра» («Лес мой, лес»), поэмы-триптиха «Тӱня мемнан шинча дене онча» («Мир смотрит нашими глазами»).
Будучи знатоком марийского фольклора, поэт использовал его в балладах, легендах, комбинируя своё видение с народной философией.
Был известен и как переводчик (поэтический сборник «Шольымлан» преподавателя Марийского педагогического института Соломона Ройтмана, сборник стихов С. Есенина, поэма А. Твардовского «Ленин и печник»), переводил произведения многих советских поэтов, поэму А. Блока «Двенадцать», сонеты У. Шекспира, отрывки из поэмы Н. Некрасова «Кому на Руси жить хорошо», песни-руны из карело-финского эпоса «Калевала» и другие.
В. Колумб был активным публицистом, писал статьи, рецензии на книги литераторов, которые публиковались на страницах центральных печатных изданий. Был одним из авторов учебного пособия для 9—10 классов школ по марийской литературе.
При жизни издал 15 сборников произведений (вместе с переводными). Его стихи и поэмы публиковались в Йошкар-Оле и Москве, в журналах «Дружба народов», «Волга», «Молодая гвардия», «Смена», газете «Литературная Россия».

## Основные произведения
Далее представлены основные произведения В. Колумба на марийском языке и в переводе на другие языки.

### На марийском языке
- Палыме лийына: почеламут-влак (Будем знакомы: стихи). Йошкар-Ола, 1959. 52 с.
- Келшымаш ола: очерк-влак (Городок дружбы: очерки). Йошкар-Ола, 1964. 116 с.
- Эре чоҥешташ, чоҥешташ: почеламут-влак (Всегда в полёте: стихи). Йошкар-Ола. 1965. 180 с.
- Кӱдыроҥгыр: почеламут-влак (Подснежники: стихи). Йошкар-Ола, 1967. 72 с.
- Мыскара сонар: почеламут-влак (Сатирическая охота: стихи). Йошкар-Ола, 1968. 96 с.
- Порылык: почеламут-влак (Доброта: стихи). Йошкар-Ола, 1972. 144 с.
- Йӱд кушто ила?: почеламут ден поэме-влак (Где прячется ночь: поэмы и стихи). Йошкар-Ола, 1974. 64 с.
- Тул кайык: почеламут-влак (Жар-птица: стихи). Йошкар-Ола, 1975. 144 с.
- Толза муро памашем воктек: почеламут, поэме, легенде (Приглашаю к песне: стихи, поэмы, легенды). Йошкар-Ола, 1984. 176 с.
- Ойырен чумырымо ойпого (Собрание сочинений). Т. 1: почеламут-влак. Йошкар-Ола, 2005. 640 с. Т. 2: поэме, легенде, балладе, йомак, почеламут аршаш. 2006. 736 с. Т. 3: рушла гыч марла, марла гыч рушла, эстонла, финнла кусарыме сылнымут. 2007. 832 с.

### В переводе на русский язык
- Живая вода: стихи. М., 1961. 68 с.
- Из «Сибирской тетради»: Первая свадьба; Серебряный костыль: стихи / пер. А. Казакова // Литературная Россия. 1967. 7 января.
- Травы целуют солнце: стихи / пер. А. Казакова. М., 1968. 96 с.
- Стихи / пер. В. Кострова. М., 1971. 56 с.
- А журавли все в небе: стихи и поэмы / пер. В. Кострова и О. Богданова. М., 1972. 160 с.
- Где прячется ночь?: стихи и поэмы. Йошкар-Ола, 1974. 60 с.
- О чём поют белые лебеди: стихи // Волга. 1975. № 9. С. 186—187.
- Горячий след: стихи и поэмы / предисл. Н. Старшинова. М., 1975. 176 с.
- Хлеб на ладони: стихи / предисл. В. Цыбина. М., 1977. 160 с.
- Про дроздишку и моего братишку: стихотворения и поэмы / пер. В. Кострова; предисл. Н. Старшинова. М., 1980. 64 с.
- Стеклодув: стихи / пер. В. Панова // Между Волгой и Уралом. 1982. С. 52—53.
- Где прячется ночь: стихи и поэмы. Йошкар-Ола, 1985. 20 с.
- Чуть проросшее зёрнышко: стихи / пер. В. Кострова // Песня о земле и хлебе. М., 1986. С. 312

## Переводные произведения
- Асеев Н. Гарсиа Лорка нерген муро / пер. с русс. // Шӱдӧ. Йошкар-Ола, 1962. С. 45—46.
- Гёте И. Чодыра кугыжа / пер. с немец. // Шӱдӧ поэт. Йошкар-Ола, 1962. С. 210—211.
- Шекспир В. Койдарчык чыве але агытан…; Йӧратымаш юмат пашаш ноен…: почеламут-влак // Шӱдӧ поэт. Йошкар-Ола, 1962. С. 292—293.
- Заболоцкий Н. Сылне чурийвылыш нерген; Шкет тумо // Марий коммуна. 1963. 28 июнь.
- Сурков А. Тул коҥгаште пудештыл йӱла… // Ончыко. 1966. № 6. С. 12—13.
- Карим Мустай. Российын эргыже улам / пер. с башк. // Марий коммуна. 1967. 26 октября.
- Ройтман С. Шольым. Йошкар-Ола, 1969. 36 с.
- Есенин С. Почеламут-влак. Йошкар-Ола, 1970. 136 с.

## Литературно-критические статьи
Список литературно-критических статей:
- Литература лудшо ончылно устан кучымо мут // Ончыко. 1960. № 6. С. 85—90.
- Адрес счастья — Сибирь // Марийская правда. 1964. 28 января.
- Мурпаша каҥаш // Ончыко. 1968. № 4. С. 101—103.
- Талукаш мурпашанам иктешлен // Ончыко. 1969. № 2. С. 98—108.
- Встречи с Есениным / В мире книг. М., 1970. № 9. С. 39—40.
- Почешмут олмеш // А. Степанов. Колымшо курым. Йошкар-Ола, 1970. С. 68—74.
- Чиемым ончен вашлийыт, усталыкым ончен ужатат // Ончыко. 1971. № 1. С. 98—112.
- Он был одним из первых: о творчестве Олыка Ипая // Дружба народов. 1973. № 6. С. 266—267.

## Награды и премии
- Первый лауреат премии Марийского комсомола им. Олыка Ипая в области литературы (1968).

## Память
- В честь Колумба названа улица в микрорайоне «Звёздный» Йошкар-Олы[11].
- В честь поэта названа улица в посёлке Морки Марий Эл[12].
- Именем поэта названы Республиканская детско-юношеская библиотека[13] и Центр-музей в Йошкар-Оле.
- В Йошкар-Оле на доме, где жил и работал поэт (ул. Красноармейская, 74), установлена мемориальная доска[14].
- У Себеусадской средней школы Моркинского района в честь поэта установлена мемориальная стела.
- С 1989 года в Моркинском районе республики ежегодно проводятся Колумбовские чтения[15].
- В 2018 году в Республиканской детско-юношеской библиотеке им. В. Х. Колумба состоялось торжественное открытие литературно-мемориального зала В. Х. Колумба[16].
- В Республиканской детско-юношеской библиотеке им. В. Х. Колумба ежегодно проводится научно-практическая конференция «Колумбовские чтения»[17].
- В 2019 году в Республике Марий Эл объявлен конкурс на лучший проект памятников известным культурным и общественным деятелям марийского народа, среди которых значится и В. Х. Колумб. Итоги его будут подведены в 2020 году[18].